# Lactuca viminea
La lechuga de asno  (Lactuca viminea) es una planta de la familia de las compuestas

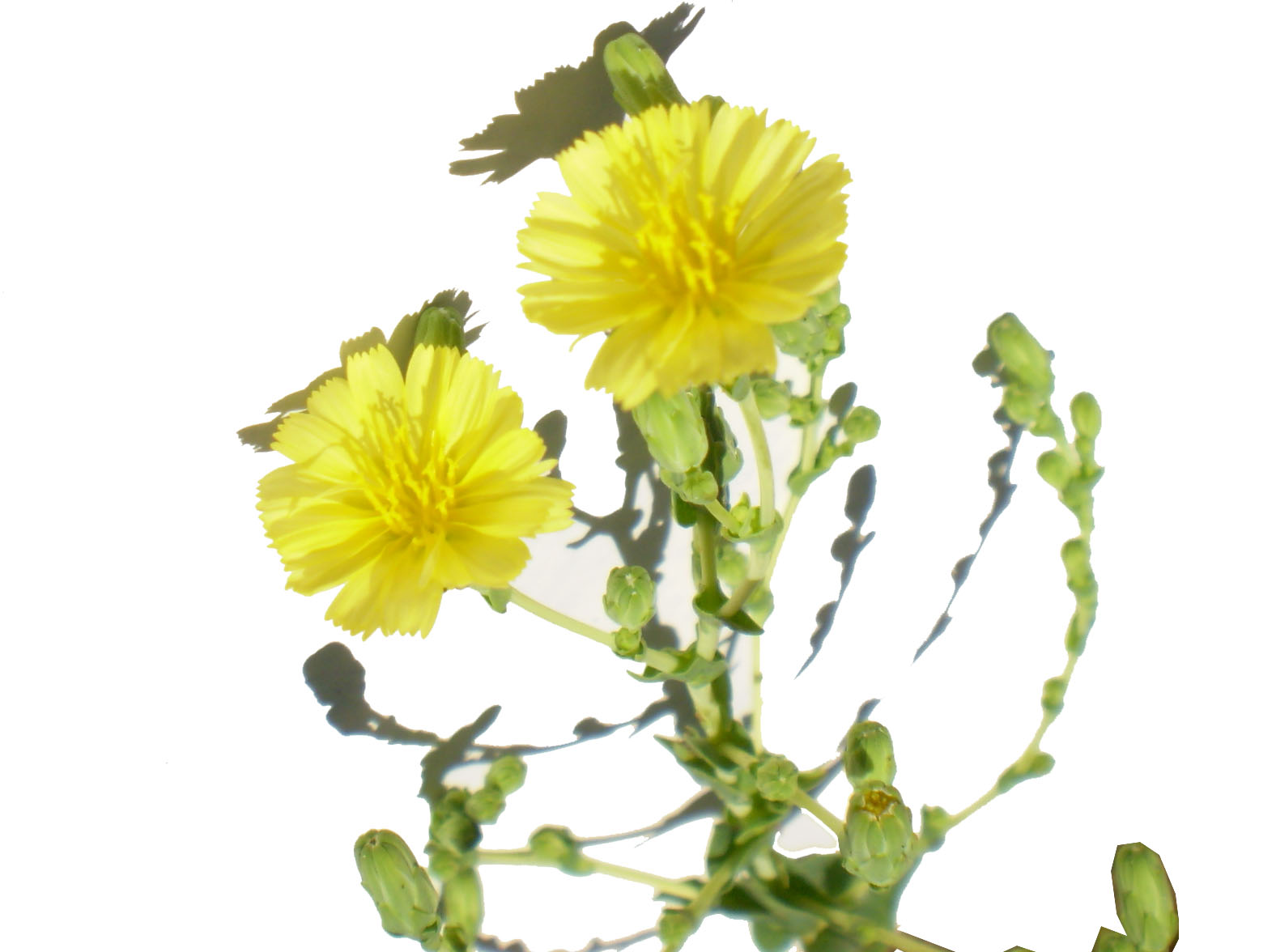
Ilustración

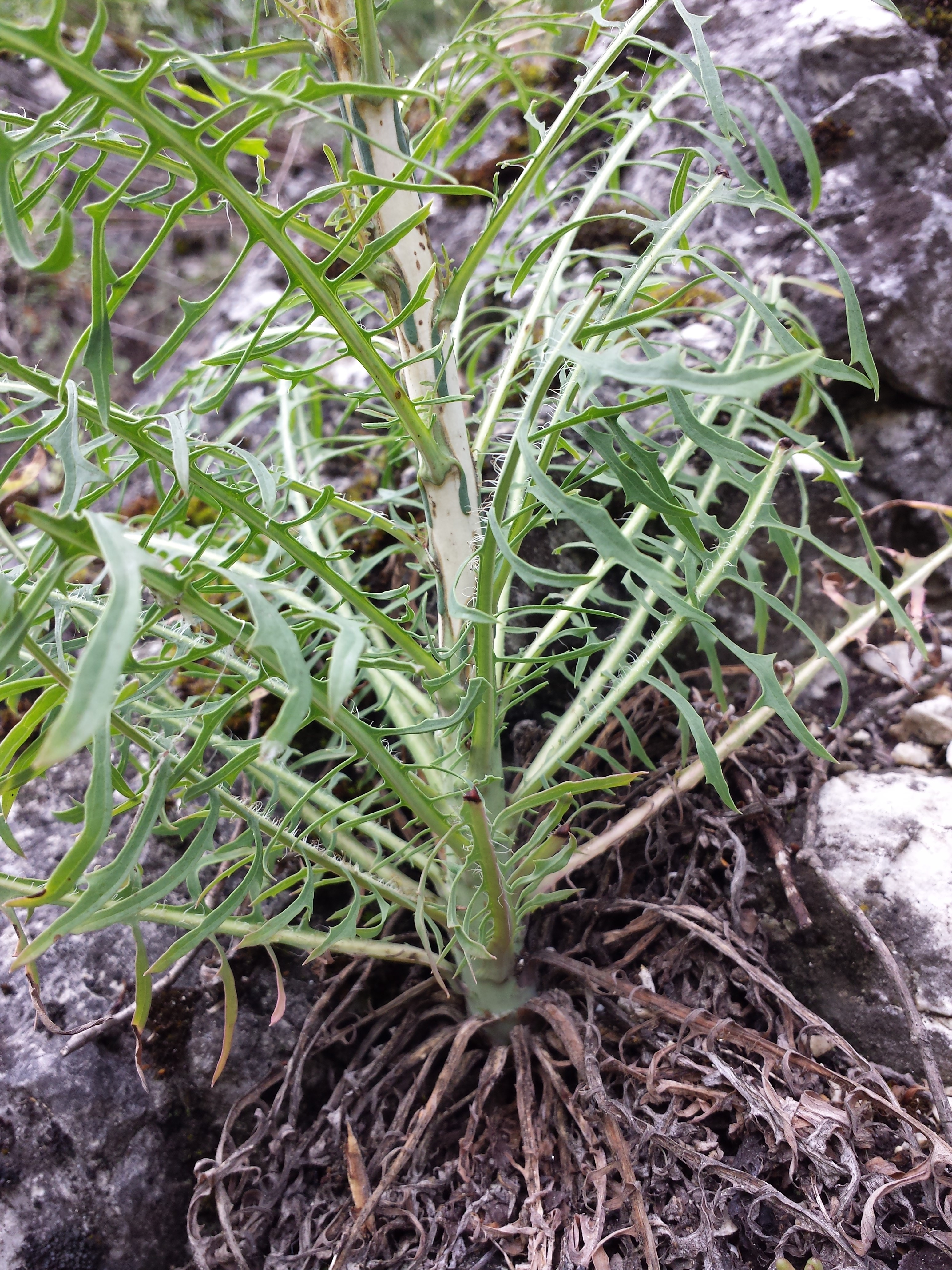
Vista de la planta

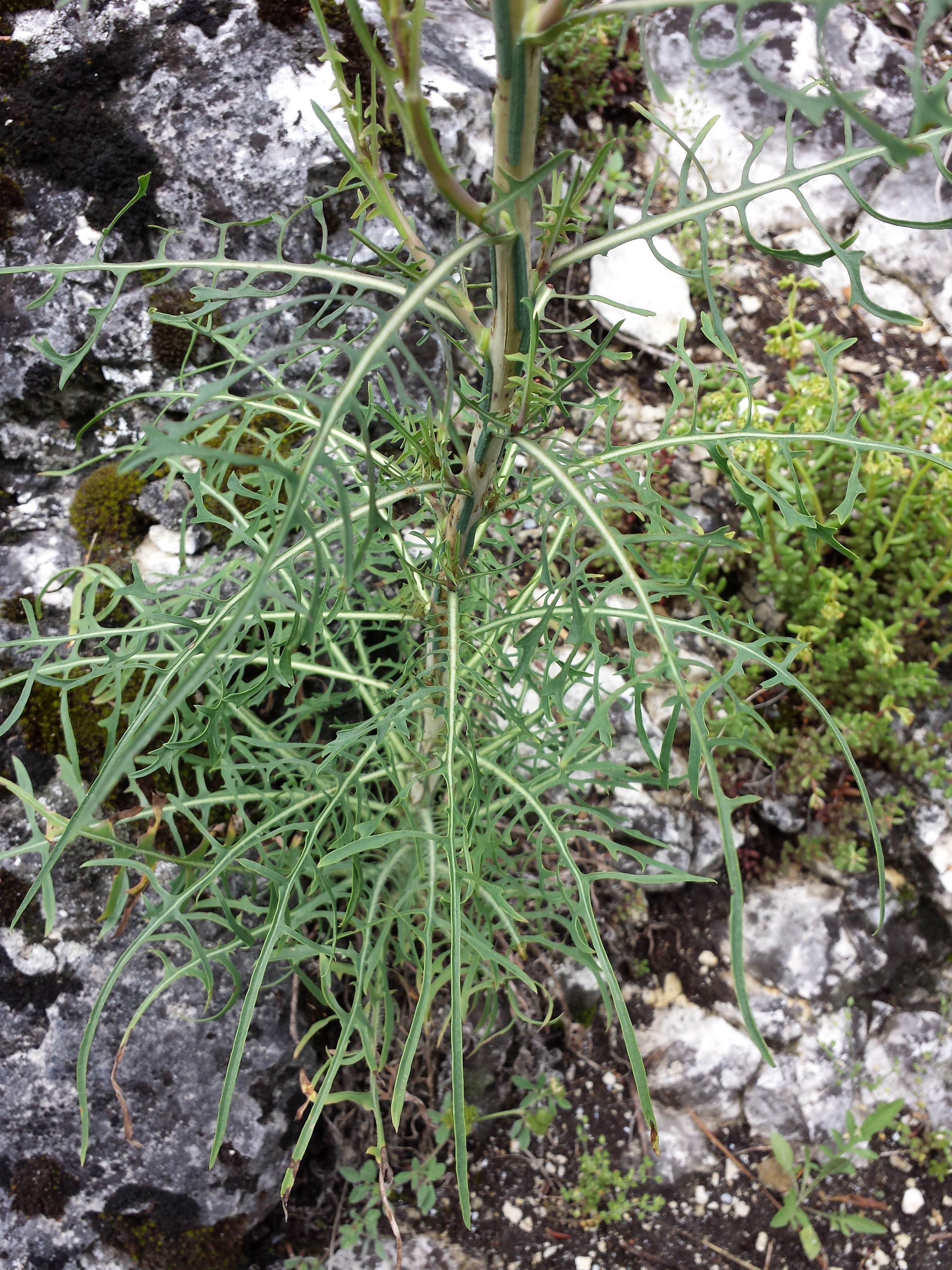
En su hábitat

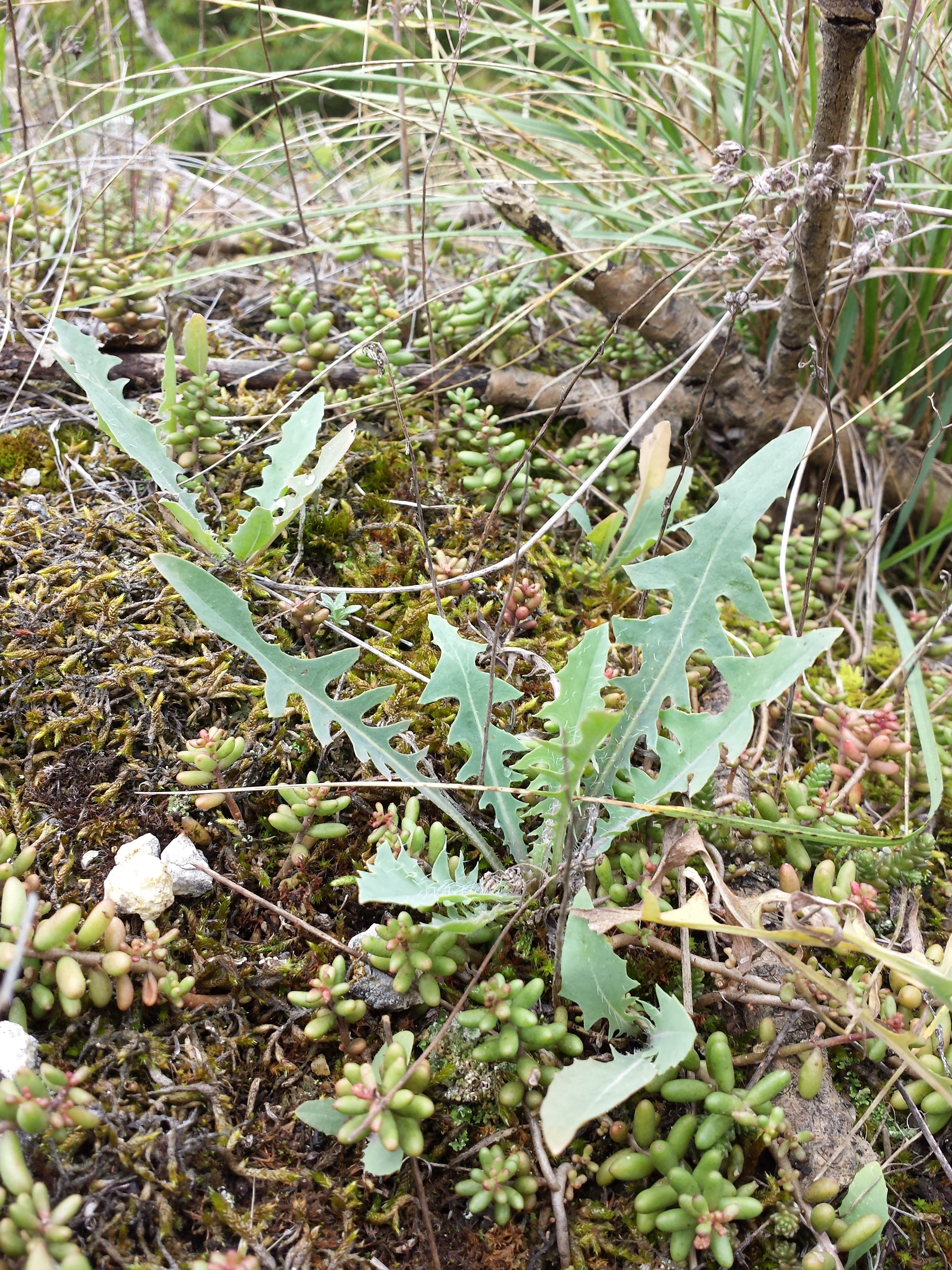
Roseta basal

## Descripción
Planta bienal, de 30-60 (100) cm de alto, algo leñosa por la base, ramificada, con tallo erecto, blanco tirando agris y ramas laterales semejantes a cañas. Hojas basales de hasta 10 cm de largo, totalmente divididas en segmentos lineares, por lo general de márgenes enteros. Hojas caulinares divididas hasta de márgenes enteros, por la base con 2 aurículas lineares decurrentes. Flores reunidas en grupos. Cabezuelas solitarias distribuidas por las ramas, más o menos de 5 flores. Involucro cilíndrico, de hasta 12 mm de largo, con escamas. Sólo lígulas amarillas, que oscurecen posteriormente, de hasta 17 mm de largo. Frutos (aquenios) comprimidos, con hasta 15 costillas, anchamente elípticos y con pico de 1,5 cm de largo, con corona de pelos (vilano).

## Hábitat
Baldíos , márgenes de los caminos, viñedos. Lugares secos y pedregosos

## Distribución
En el Mediterráneo. Hasta Europa central.

## Taxonomía
Lactuca viminea fue descrita por J.Presl & C.Presl y publicado en Flora Čechica 160. 1819.
Citología
Número de cromosomas de Lactuca viminea (Fam. Compositae) y táxones infraespecíficos: 2n=18
Etimología
Lactuca: nombre genérico derivado  del Latín «lechuga», derivado de lacto,  leche; 
viminea: epíteto
Variedades
- Lactuca viminea subsp. chondrilliflora (Boreau) St.-Lag.
- Lactuca viminea subsp. ramosissima (All.) Arcang.

Sinonimia
- Chondrilla ramosissima DC.
- Chondrilla sessiliflora Lam.
- Chondrilla viminea (L.) Lam.
- Lactuca chondrilliflora subsp. contracta (Velen.) Nyman
- Lactuca contracta Velen.
- Lactuca decorticata Forssk.
- Lactuca numidica Batt.
- Lactuca viminea var. intricata (Pomel) Batt.
- Lactuca viminea var. numidica (Batt.) Maire
- Lactuca viminea var. pomeliana (Rouy) Maire
- Lactuca viminea f. viminea
- Lactuca viminea var. viminea
- Lactuca viminea subsp. viminea
- Phaenixopus decurrens Cass.
- Phaenixopus vimineus (L.) Rchb.
- Phaenopus vimineus (L.) DC.
- Prenanthes viminea L.
- Scariola contracta (Velen.) Soják
- Scariola viminea (L.) F.W.Schmidt[4]

## Nombre común
- Castellano: cardo lechero, lechera, lechuga de asno (3), lechuga de caballo, lechuguilla (2), ripia blanca.(el número entre paréntesis indica las especies que tienen el mismo nombre en España)[5]